# Брессанвідо
Брессанвідо (італ. Bressanvido, вен. Bresanvido) — муніципалітет в Італії, у регіоні Венето, провінція Віченца.
Брессанвідо розташоване на відстані близько 430 км на північ від Рима, 60 км на північний захід від Венеції, 13 км на північний схід від Віченци.
Населення — 3182 особи (2014).

## Демографія
Населення за роками:

Станом на 1 січня 2023 року в муніципалітеті офіційно проживали 172 іноземці з 28 країн, серед них 43 громадяни країн Євросоюзу та 4 громадяни України.

## Сусідні муніципалітети
- Больцано-Вічентіно
- Поццолеоне
- Сан-П'єтро-ін-Гу
- Сандриго